# فراتر از خشم
فراتر از خشم (به ژاپنی: アウトレイジ ビヨンド) (به انگلیسی: Beyond Outrage) یک فیلم یاکوزایی ژاپنی به کارگردانی تاکشی کیتانو با بازی کیتانو (که همچنین با نام «بیت تاکشی» [Beat Takeshi] شناخته می‌شود)، توشی‌یوکی نیشیدا و توموکازو میورا محصول سال ۲۰۱۲ است. این فیلم دنباله خشم (۲۰۱۰) است و به دنبال آن فیلم بخش پایانی خشم (۲۰۱۷) ساخته شد. 